# Крекінг-установка у Пуяні
Крекінг-установка у Пуяні — складова частина виробничого майданчика Zhongyuan Petrochemical (дочірня компанія Sinopec), розташованого на сході Китаю у провінції Хенань.
З 1976 року в Хенані почалась розробка нафтового родовища Zhongyuan, що потягнуло за собою появу в Пуяні нафтопереробного заводу, який в подальшому вирішили доповнити нафтохімічним виробництвом. Введена тут в експлуатацію у 1996 році установка парового крекінгу первісно мала потужність по етилену на рівні 140 тисяч тонн на рік. Станом на другу половину 2010-х після кількох модернізацій вона вже може продукувати 220 тисяч тонн зазначеного олефіну, при цьому споживання доволі важкої (як для нафтохімії) сировини — газового бензину — дозволяє отримувати одночасно 100 тисяч тонн пропілену. Ще одним олефіном, який випускають в Пуяні, є 1-бутен. Установку цього кополімеру потужністю 10 тисяч тонн запустили одночасно із введенням основного піролізного виробництва.
Первісно майданчик також мав здатність продукувати 120 тисяч тонн поліетилену та 40 тисяч тонн поліпропілену. У другій половині 2010- ці показники досягли 290 та 175 тисяч тонн, при цьому частину сировини постачає запущена в 2011-му установка синтезу олефінів із метанолу.